# Рінглебен (Земмерда)
Рінглебен (нім. Ringleben) — громада в Німеччині, розташована в землі Тюрингія. Входить до складу району Земмерда. Складова частина об'єднання громад Гера-Ауе.
Площа — 6,51 км2. Населення становить 480 ос. (станом на 31 грудня 2021).